# 奧奇瓦龍戈
奧奇瓦龍戈（Otjiwarongo）是非洲西南部國家納米比亞的城鎮，也是奧喬宗朱帕區的首府，海拔高度1,460米，建城於1891年，受半乾旱氣候影響，每年平均降雨量457毫米，鎮內有全國唯一的鱷魚養殖場，2010年人口22,960。

## 友好城市
- 法國 恩西赛姆

## 外部連結
- Municipality of Otjiwarongo （页面存档备份，存于）